# Камењин
Камењин (слч. Kamenín, мађ. Kéménd) насељено је мјесто са административним статусом сеоске општине (слч. obec) у округу Нове Замки, у Њитранском крају, Словачка Република.

## Становништво
| Година:    | 1994. | 2004.   | 2014.   | 2024.   |
| ---------- | ----- | ------- | ------- | ------- |
| Број људи: | 1540  | 1502    | 1487    | 1438    |
| Разлика:   |       | -2,46 % | -0,99 % | -3,29 % |

| Година:    | 2023. | 2024.   |
| ---------- | ----- | ------- |
| Број људи: | 1450  | 1438    |
| Разлика:   |       | -0,82 % |

Према подацима о броју становника из 2011. године насеље је имало 1.504 становника.